# 桃園市兒童美術館

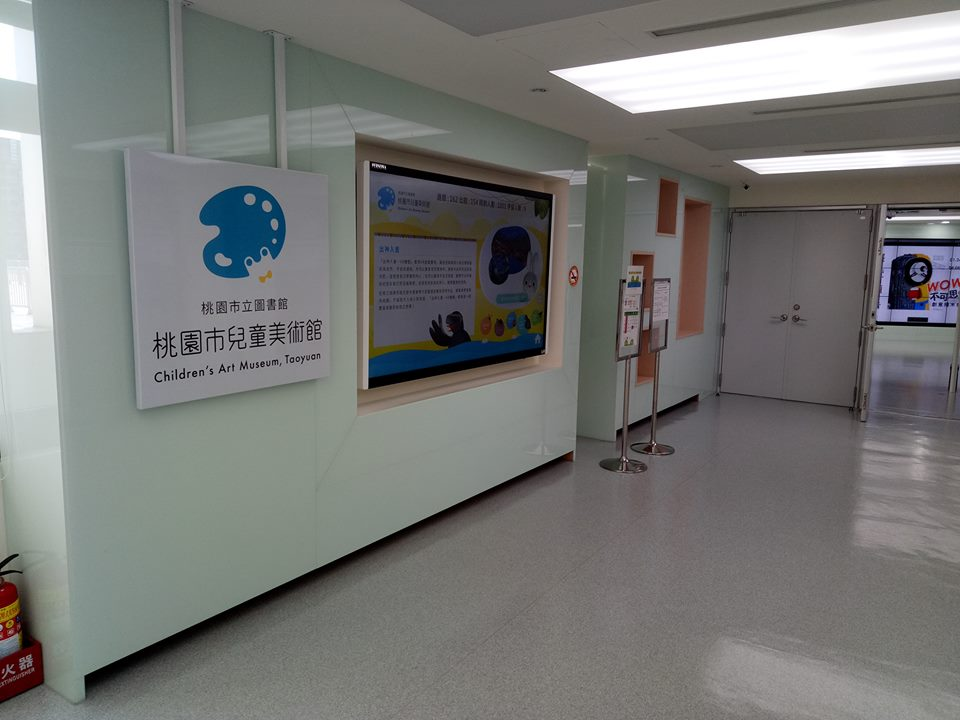
桃園市兒童美術館八德館入口處

桃園市兒童美術館是隸屬於桃園市立美術館系統的一座分館，位於臺灣桃園市中壢區與八德區，於2017年5月13日開館試營運。桃園市兒童美術館成立之初由置地生活廣場 八德無償提供場地、由桃園市立圖書館管理營運，2018年1月1日桃園市立美術館成立後由其營運及管理兒童美術館。2020年12月位於中壢青埔高鐵特區的桃園市立美術館與桃園市兒童美術館動工，兒童美術館於2023年7月完工，2024年4月3日開始試營運。建築是由2024年獲得普利茲克獎的山本理顯親自設計。八德館已於2024年12月16日起停止營運，原規畫轉型為「兒童文學館」，後因故延宕、計畫生變，目前暫時閒置中、進行重新定位規劃。
兒童美術館以兒少為對象，不僅透過專題展與推廣活動的規劃，來激發其創意與想像、讓其在藝術中探索甚而發現自我；亦藉兒少藝術專書的收藏與相關教育資源的交流，進一步推動藝文扎根與美感教育發展。

## 樓層規劃
桃園市立兒童美術館總樓地板面積7206平方公尺，館舍結合美術館及圖書館綜合功能，是桃園市第一個導入RFID（無線射頻識別系統）借書服務的場館。5樓設有兒童劇場、作品展示區、桌遊區、魔鬼氈遊戲區、VR（虛擬實境）體驗區、AR（擴增實境）兒童探索區；6樓則為圖書區，館藏以繪本、美術及兒童經典讀本為主。

## 外部連結
- 桃園市兒童美術館簡介 （页面存档备份，存于）
- 桃園市兒童美術館Facebook粉絲專頁 （页面存档备份，存于）
- 桃園市兒童美術館Instagram
- 桃園市兒童美術館官方LINE
- 桃園市立美術館官方網站 （页面存档备份，存于）
- 桃園市立美術館Youtube頻道 （页面存档备份，存于）